# Ermida de San Baudelio de Casillas

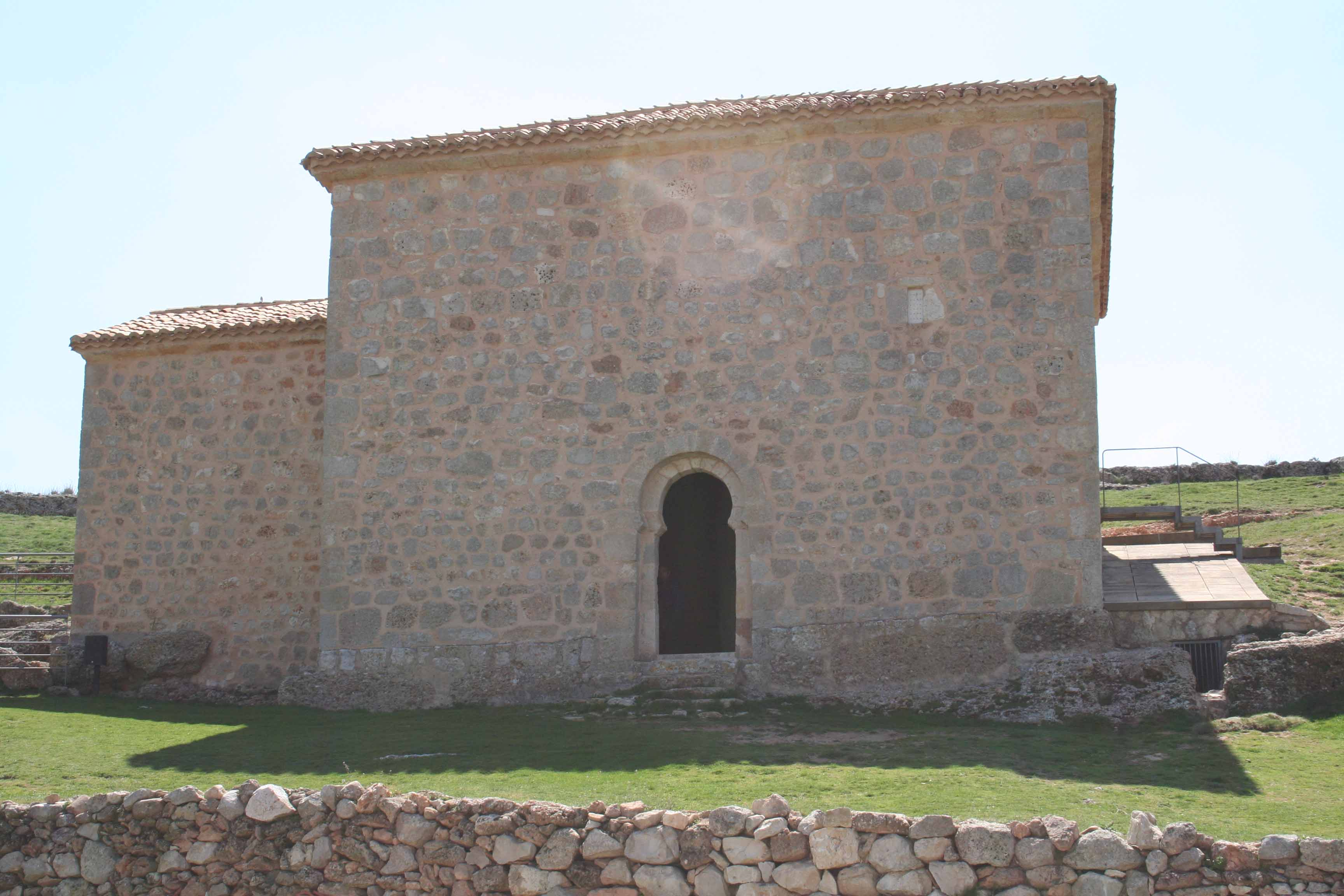
Vista exterior da ermida

A Ermida de San Baudelio de Casillas é um monumento moçárabe de San Baudelio de Berlanga, na cidade de Caltojar, na província de Sória, famoso tanto por sua arquitectura como por suas pinturas românicas, de grande singularidade. Quase um milénio depois da sua construção e não obstante o facto de parte da sua interessante colecção de pinturas ter sido vendida a um negociante em 1922, é conhecida hoje como a "Capela Sixtina" de Castela e Leão.